# MTZ-5
 (juin 2019).
Si vous disposez d'ouvrages ou d'articles de référence ou si vous connaissez des sites web de qualité traitant du thème abordé ici, merci de compléter l'article en donnant les références utiles à sa vérifiabilité et en les liant à la section « Notes et références ».
MTZ-5 est un tracteur produit pour la première fois par Minski Tractor Sawod à partir de 1957. 
En 15 ans, environ 650 000 modèles ont été produits par divers fabricants. La RDA a importé quelques tracteurs de ce type avant que le MTZ-50 ne soit disponible.
Le MTZ-7 a également produit une version à quatre roues motrices. Cependant, la production n'a duré que trois ans et les quantités produites sont restées faibles. 

## Histoire
Les premiers prototypes du MTZ-5 ont été fabriqués en 1956 et 1957. Les facteurs décisifs ont été divers défauts dans le modèle précédent MTZ-2, qui ne pouvait être corrigée par une nouvelle construction. Il s'agissait notamment d'une vitesse de pointe trop faible de seulement 13 km/h et d'un nombre insuffisant de gradations de boîtes de vitesses. 
La production de masse des machines a commencé dans le Minski Tractor Sawod en 1957. En 1958, le Juschny Maschinostroitelny Sawod (JuMZ) a également commencé la production des tracteurs. À Minsk, la production a été complètement commutée au type de successeur MTZ-50 en 1962. À Dnipropetrovsk, près de JuMZ, en revanche, il a duré jusqu'en 1972. Au total, 644 000 produits ont été fabriqués dans les deux usines. 
De 1958 à 1961, le MTZ-7 a également été fabriqué par MTZ. Ce tracteur était essentiellement équivalent au MTZ-5, mais avait toutes les roues motrices. Des parties de divers autres véhicules commerciaux soviétiques ont été expérimentés afin de les réaliser, les quantités construites sont restées faibles. Le Juschny Maschinostritelny Sawod n'a pas repris la production. Le successeur était la version à quatre roues motrices du MTZ-50, le MTZ-52. 
La RDA a importé le MTZ-5 jusqu'en 1963, des quantités exactes ne sont pas connues. Après cela, le MTZ-50 était disponible. 

## Variantes

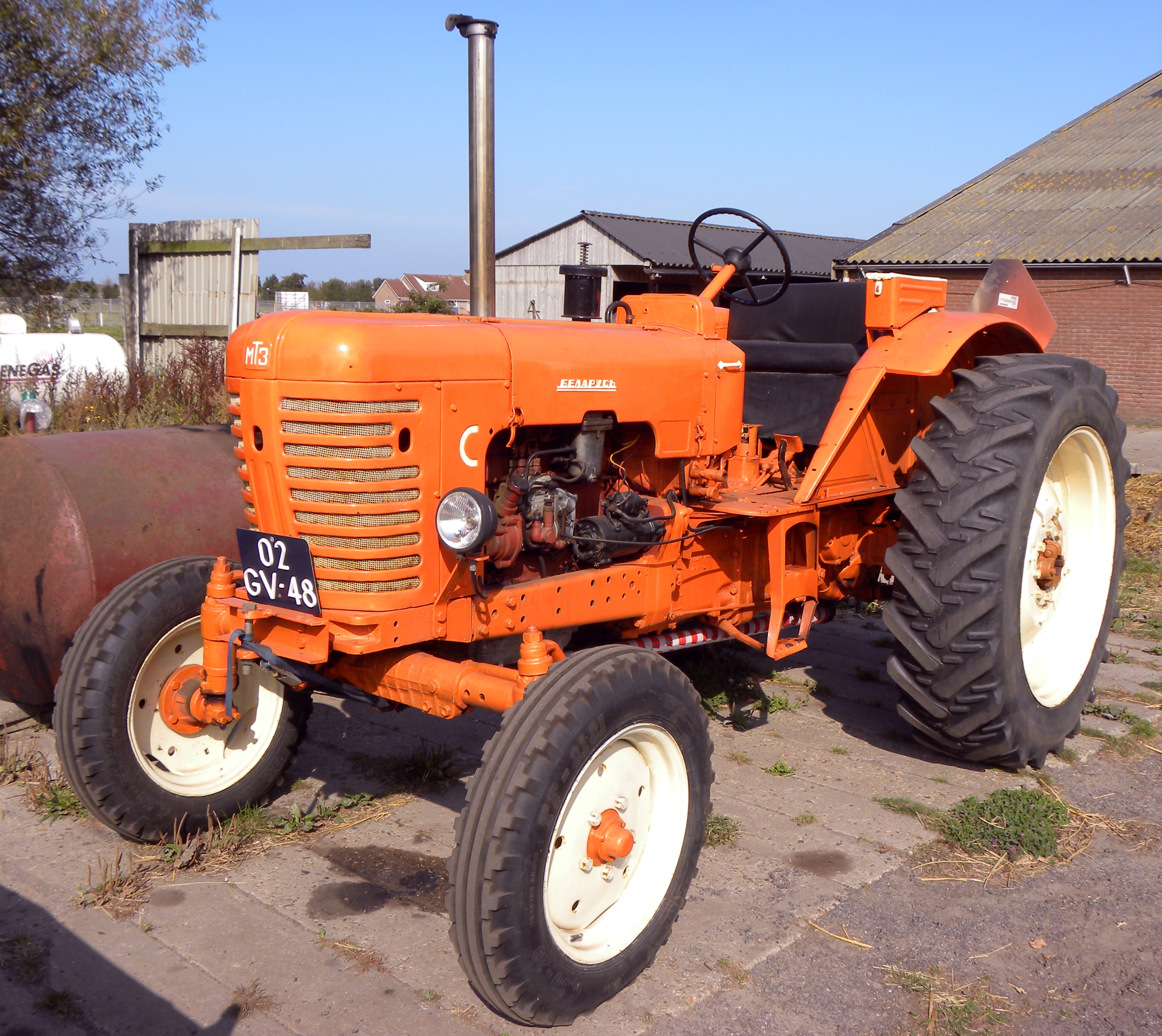
Spécimen restauré, échappement non original (2009)

### MTZ-5
Version de base du véhicule, produit en série à partir de 1957.

### Modèle MTZ-5K
Avec une unité hydraulique supplémentaire pour les pièces jointes.

### MTZ-5L
Modèle avec un moteur diesel D40L révisé et un moteur à essence monocylindre en démarrage. Cela a été en mesure d'améliorer la capacité de démarrage à froid de la machine en particulier. En outre, les tracteurs ont été équipés d'une simple machine à lumière à courant alternatif, une batterie de démarrage a été complètement éliminée. 

### MTZ-5M
Version avec démarreur électrique et machine à lumière DC pour charger la batterie.

### MTZ-5LS
Version améliorée du MTZ-5L avec maintenant 48 ch (35 kW) puissance, ce qui a augmenté la vitesse de travail. 

### MTZ-5MS
Analogique à la version améliorée MTZ-5LS du MTZ-5M.

### MTZ-7
Version toutes roues motrices du MTZ-5, fabriqué en différentes versions de 1958 à 1961. L'essieu avant provenait initialement du VUS GAZ-67, mais s'est avéré trop faible. Au lieu de cela, l'essieu avant du camion GAZ-63 a été utilisé plus tard. La production de masse a commencé en 1958, et en 1961 environ 2 800 ont été construits. 
Des versions expérimentales avec entraînement semi-chaîne ont été construites.
Version toutes roues du MTZ-5., en différentes versions de 1958 à 1961. L'essieu avant provenait initialement du VUS GAZ-67, mais s'est avéré trop faible. Au lieu de cela, l'essieu avant du camion GAZ-63 a été utilisé plus tard. La production de masse a commencé en 1958, et en 1961 environ 2 800 ont été construits. 
Des versions expérimentales avec entraînement semi-chaîne ont été construites.

## Spécifications

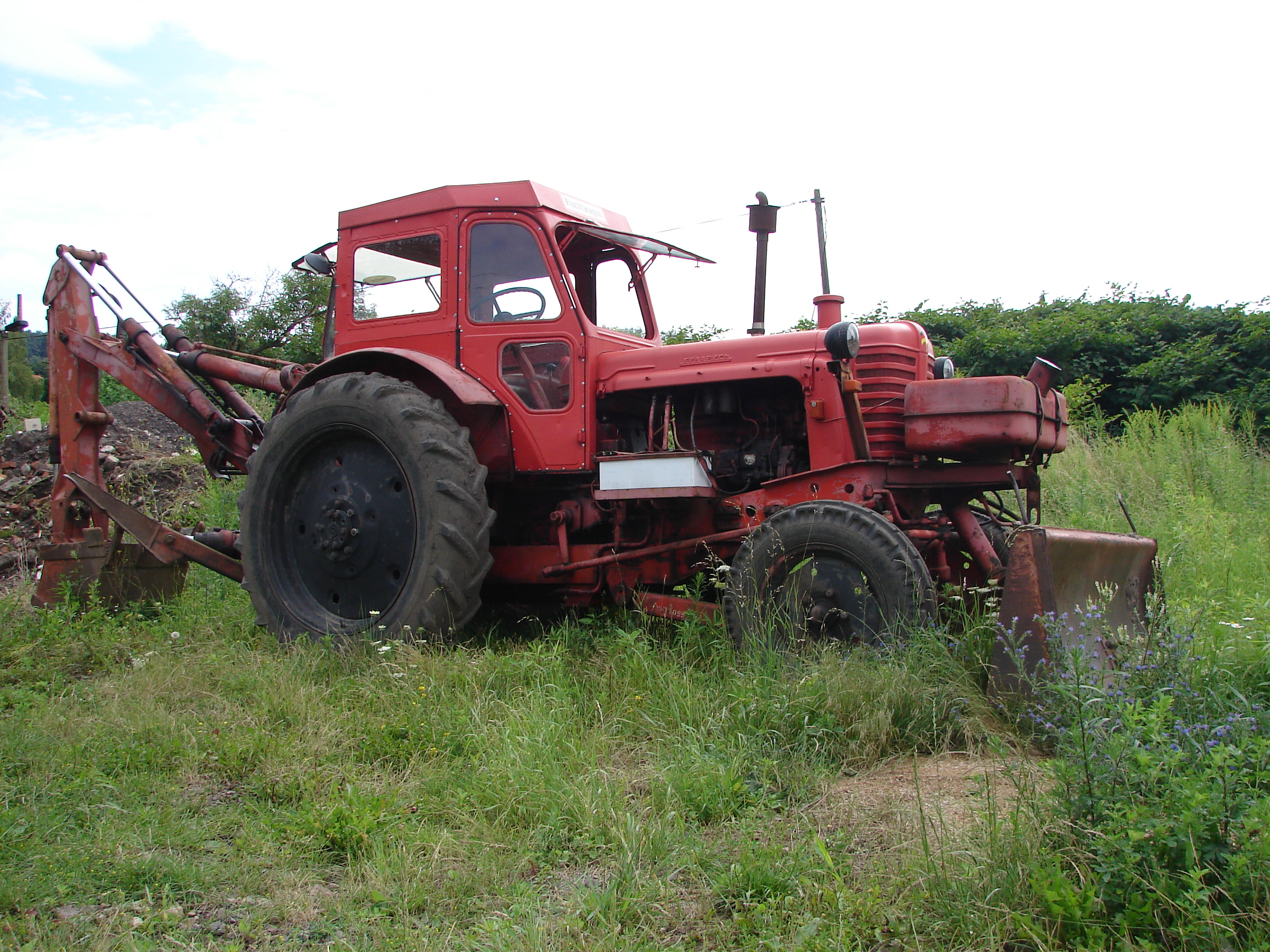
MTZ-5 avec bras d'excavatrice attaché et bouclier de bulldozer ainsi que réservoir auxiliaire (2009)

Pour les modèles MTZ-5L et MTZ-5M, bien qu'il y ait de très petites variations sur les autres versions. 
Moteur: Moteur diesel à quatre cylindres à quatre temps
- Bore : 105 mm
- Moyeu : 130 mm
- Compression : 17:1
- Contenu du réservoir : 100 l
- Consommation : 279 g/kWh
- Système hydraulique : à trois points à l'arrière avec deux cylindres de travail
- Formule de propulsion : 4 × 2

Différentes versions du moteur D-48 ont été installées dans des modèles ultérieurs. Cela correspondait au D-40 dans tous les grands Teilen, seule une augmentation du taux de rotation de vitesse maximale a conduit à une légère augmentation des performances à 48 ch (35 kW).